# Cas distributiu
El cas distributiu és un cas gramatical existent en hongarès i en finès.

## Hongarès
Construït mitjançant el sufix -ként expressa distribució o freqüència (ex: fejenként "per capita", esetenként hetenként "una vegada a la setmana", tízpercenként "cada deu minuts").

## Finès
En finès aquest cas es tracta d'un tipus d'adverbi força estrany, més encara emprat en singular, que es construeix per mitjà de l'addició del sufix -ttain/-ttäin. El significat bàsic podria expressar-se com a "separadament per a cadascun". Per exemple, maa ("país"), esdevé maittain en distributiu en l'expressió Laki ratifioidaan maittain ("La llei es ratifica separadament a cada país") o Viisi lääkäriä kunnittain (hi ha cinc metges per poble). També expressa accions freqüents en el temps, com ara päivä (dia) i el seu distributiu päivittäin (cada dia).
Un altre significat possible és "segons la perspectiva cultural de..." si el distributiu es combina amb una paraula referent a l'habitant d'una determinada zona (-lais-). Així, sovint els finesos (Suomalaiset) diuen Suomalaisittain tuntuu oudolta, että (des del punt de vista finlandès, això sembla estrany)'